# Агуайо, Анхель
А́нхель Себастья́н Агуа́йо Вильяса́нти (исп. Ángel Sebastián Aguayo Villasanti; род. 30 мая 2006) — парагвайский футболист, опорный полузащитник клуба «Соль де Америка».

## Клубная карьера
Агуайо — воспитанник клуба «Соль де Америка». 7 сентября 2024 года в поединке Кубка Парагвая против «Спортиво Лимпеньо» Анхель дебютировал за основной состав. В матче против «Либертада» он дебютировал в парагвайской Примере.

## Международная карьера
В 2023 году в составе юношеской сборной Парагвая Агуайо принял участие в юношеском чемпионате Южной Америки в Эквадоре. На турнире он сыграл в матчах против сборных Бразилии, Боливии, Перу, Эквадора, Чили и дважды Венесуэлы и Аргентины.
В 2025 году в Агуайо в составе молодёжной сборной Парагвая принял участие в молодёжном чемпионате Южной Америки в Венесуэле. На турнире он сыграл в матчах против сборных Колумбии, Перу, Венесуэлы, Бразилии, а также дважды против Уругвая и Чили. В поединках против чилийцев и бразильцев Анхель забил по голу.